# Хахаке
Хахаке (уолл. Hahake — восток) — один из пяти районов Уоллиса и Футуны, расположенный на острове Уоллис в Тихом океане. Это — часть королевства Увеа.

## География
Хахаке находится в середине острова Уоллис и граничит с районами Мюа и Иифо. Административным центром Хахаке является деревня Мата-Уту.
Район распространяется на 6 деревень.
| Деревня   | Население |
| --------- | --------- |
| Мата-Уту  | 1,029     |
| Лику      | 605       |
| Фалалеу   | 572       |
| Акаака    | 474       |
| Ахоа      | 436       |
| А'афуасиа | 299       |